# Ezona habomaiensis
Ezona habomaiensis är en plattmaskart som beskrevs av Tajika 1980. Ezona habomaiensis ingår i släktet Ezona och familjen Coelogynoporidae. Inga underarter finns listade i Catalogue of Life.